# Saint-Martin-de-Boubaux
Saint-Martin-de-Boubaux (okzitanisch Sent Martin de Bovaus) ist eine französische Gemeinde mit 194 Einwohnern (Stand: 1. Januar 2022) im Département Lozère in der Region Okzitanien. Sie gehört zum Kanton Le Collet-de-Dèze und zum Arrondissement Florac. Die Bewohner nennen sich Saint-Martinenques.
Die Gemeinde grenzt im Norden an Saint-Michel-de-Dèze und Le Collet-de-Dèze, im Osten an Lamelouze und Soustelle, im Süden an Saint-Paul-la-Coste und Mialet sowie im Westen an Saint-Étienne-Vallée-Française.

## Weblinks

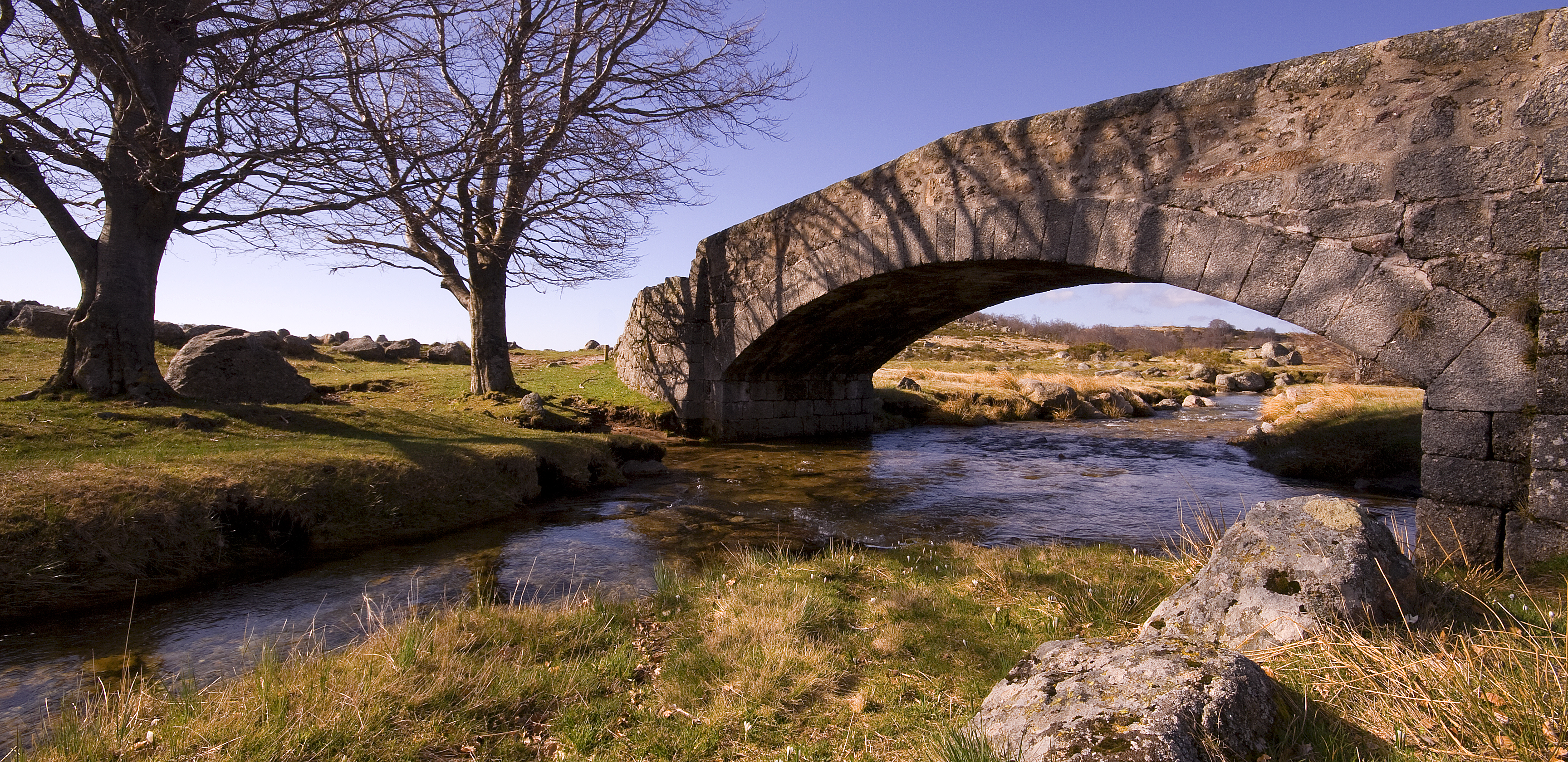
Alte Brücke in der Gemeinde Saint-Martin-de-Boubaux

## Bevölkerungsentwicklung
| Jahr      | 1962 | 1968 | 1975 | 1982 | 1990 | 1999 | 2008 | 2018 |
| --------- | ---- | ---- | ---- | ---- | ---- | ---- | ---- | ---- |
| Einwohner | 239  | 192  | 161  | 149  | 149  | 163  | 178  | 191  |